# San Telmo Island
San Telmo Island (bisweilen auch nur Telmo Island) ist eine kleine Insel im Archipel der Südlichen Shetlandinseln. Vor der Nordküste der Livingston-Insel bildet sie die westliche Begrenzung der Shirreff Cove. Gemeinsam mit dem benachbarten Kap Shirreff ist sie als besonders geschütztes Gebiet der Antarktis Nr. 149 (Antarctic Specially Protected Area No 149) ausgewiesen und darf ohne Genehmigung nicht betreten werden.
Das UK Antarctic Place-Names Committee benannte sie 1958 nach dem spanischen Schiff San Telmo aus Cádiz, das unter Kapitän Joaquín de Toledo als Teil eines aus vier Schiffen bestehenden Verbands  1819 in der Drakestraße havariert und schließlich seinem Schicksal überlassen worden war. 1821 fanden Robbenjäger Überreste des Schiffs am benachbarten Half Moon Beach.